# Davide Vacca
Davide Vacca (* 1518 in Genua; † 1607 ebendort) war der 76. Doge der Republik Genua.

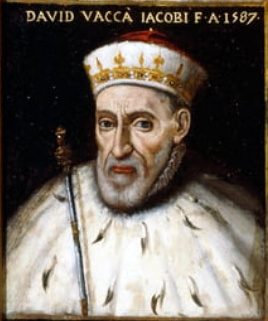
Doge Davide Vacca

## Leben
Die Familie Vacca – in anderen Quellen auch Vaccari genannt – muss aus der Gegend von Chiavarese stammen, und Davide Vacca wird in einigen Quellen als aus dem Dorf Rovereto stammend bezeichnet, einem Ort zwischen den heutigen Gemeinden Chiavari und Zoagli (den heutigen Ortsteilen Sant'Andrea di Rovereto und San Pietro di Rovereto). Sein Geburtsort im Jahr 1518 dürfte jedoch Genua gewesen sein, denn die Familie hatte sich bereits seit längerer Zeit in der Via del Campo in der Nähe der sogenannten Porta dei Vacca im historischen Zentrum Genuas niedergelassen.
Davide Vacca war ein erfahrener Notar mit einem Abschluss in Zivil- und Kirchenrecht und gehörte zu den ersten Mitgliedern des Venerandum Collegium Dominorum Jurisperitorum et Judicum civitatis Januae. Er unterhielt ausgezeichnete Beziehungen zur Familie Doria, insbesondere zu dem berühmten Admiral Andrea Doria, der anlässlich der Staatsreform von 1528 die Aufnahme seiner Familie in das Albergo dei Nobili des genuesischen Adels begünstigte.
Bei Ausbruch des Bürgerkriegs in Genua zwischen 1575 und 1576 war der Adlige Davide Vacca einer der führenden Vertreter des „alten“ (im Gegensatz zum „neuen“) Adels, der seine Fraktion bei den Friedensverhandlungen von Casale Monferrato am 10. März 1576 vertrat. Während der Pest von 1579–1580 war er Leiter des Gesundheitsamtes und wurde am 14. November 1587 vom Großen Rat an die Spitze der Republik gewählt: als 31. mit zweijähriger Amtszeit und als 76. in der Geschichte der Republik.
Zu den wichtigsten Ereignissen während Vaccas Amtszeit als Doge gehören die ständigen Meinungsverschiedenheiten und Auseinandersetzungen mit dem benachbarten Herzogtum Savoyen in territorialen Fragen. Er beendete seine Herrschaft am 14. November 1589, worauf wahrscheinlich das Amt des ewigen Prokurators und andere repräsentative Aufgaben folgten. Unter anderem wurde er 1605 zusammen mit dem ehemaligen Dogen Pietro De Franchi Sacco in Deutschland mit einigen Angelegenheiten für die Republik betraut.
Er starb 1607 in Genua und wurde in der nicht mehr existierenden Kirche Santa Maria della Pace im Stadtteil San Vincenzo beigesetzt.